# Xinjiang Zhongtai Group
Xinjiang Zhongtai Group, «Синьцзян Чжунтай Груп» — китайская химическая группа, производящая ПВХ, полиэтилен, вискозу и другие материалы. Штаб-квартира находится в Урумчи, административном центре Синьцзян-Уйгурского автономного района. Группа заняла 434-е место в списке крупнейших компаний мира Fortune Global 500 за 2022 год.

## Дочерние компании
Основной дочерней структурой группы является Xinjiang Zhongtai Chemical Company, акции которой торгуются на Шэньчжэньской фондовой бирже (SZSE: 002092). Компания основана в 2011 году, производит поливинилхлорид (ПВХ), хлор и щёлочи, терефталевую кислоту, а также вискозу и другие синтетические волокна; кроме этого, компании принадлежит две электростанции, торговые и логистические предприятия. Выручка компании за 2021 год составила 62,5 млрд юаней (9,84 млрд долларов). Компания экспортирует свою продукцию в Центральную Азию, Россию, Южную Азию, Южную Америку и Африку. Xinjiang Zhongtai Group принадлежит 23,66 % акций Xinjiang Zhongtai Chemical Company. 
В 2024 году планируется начать эксплуатацию нового завода в уезде Бай производительностью 2,51 млн тонн нефтехимической продукции в год.
Другие компании группы заняты в текстильной промышленности и сельском хозяйстве.

## Акционеры
Основным владельцем группы является Комитет по контролю и управлению государственным имуществом Синьцзян-Уйгурского автономного района (91 %), остальные 9 % принадлежат Финансовому бюро района.